# Dsjanis Mihal

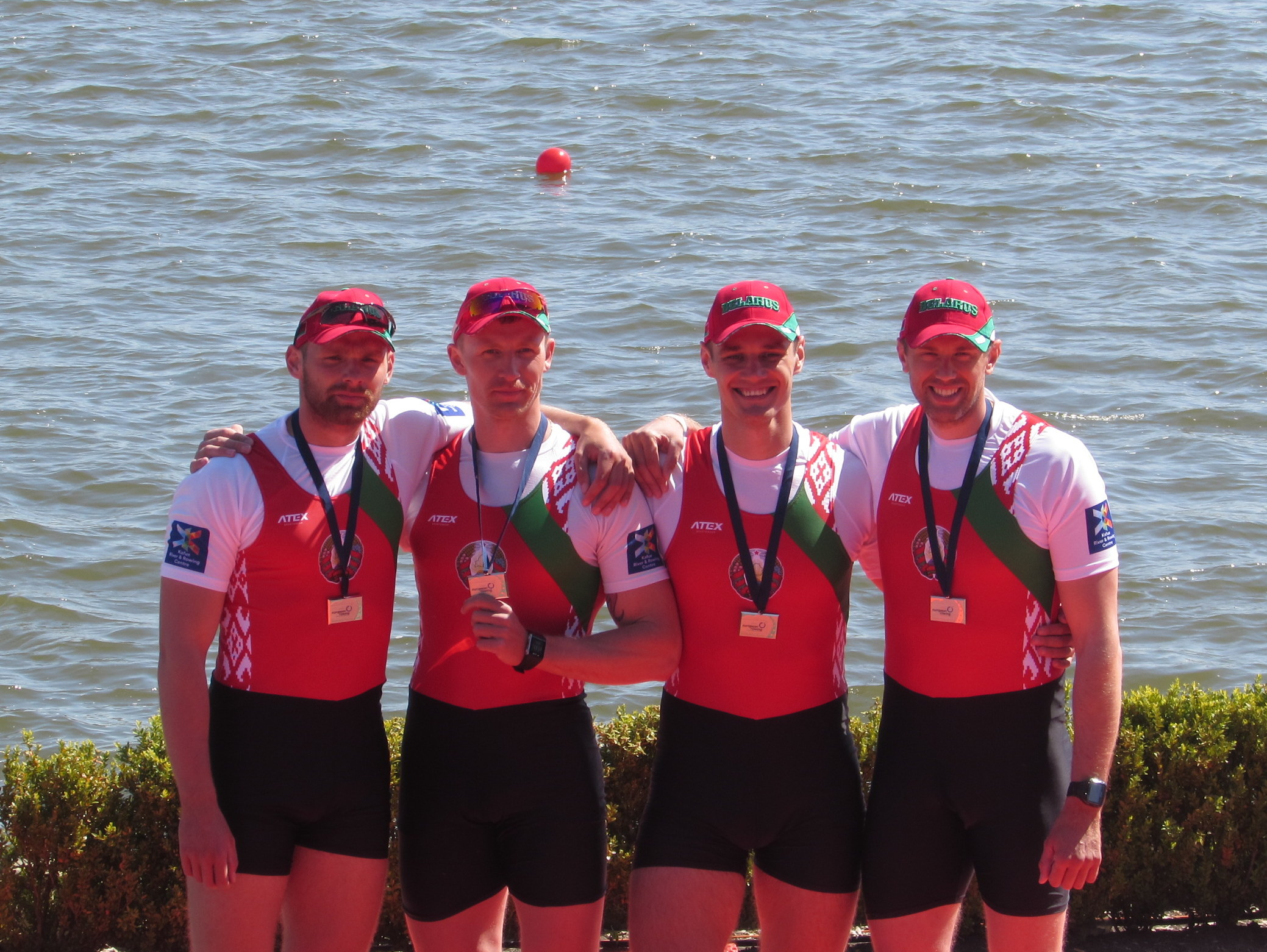
EM-Zweite 2016 v. l. n. r.: Ljalin, Mihal, Scharlap, Paschewitsch

Dsjanis Aljaksandrawitsch Mihal (belarussisch Дзяніс Аляксандравіч Мігаль; * 5. Oktober 1985 in Minsk) ist ein belarussischer Ruderer.

## Sportliche Karriere
Dsjanis Mihal belegte im Doppelzweier den achten Platz bei den Junioren-Weltmeisterschaften 2002, 2003 erreichte er im Doppelvierer den vierten Platz. 2004 erhielt er im Doppelzweier die Silbermedaille bei den U23-Weltmeisterschaften, 2005 gewann er den Titel im Doppelvierer sowie 2006 und 2007 im Doppelzweier zusammen mit Stanislau Schtscharbatschenja. 2006 nahm Mihal im Doppelvierer an den Weltmeisterschaften in der Erwachsenenklasse teil und belegte den elften Platz. Bei den Weltmeisterschaften 2007 in München erreichten Mihal und Schtscharbatschenja den fünften Platz im Doppelzweier. Zum Saisonausklang 2007 nahmen die beiden zusammen mit Walerij Rodewitsch und Andrej Pljaschkou im Doppelvierer an den Europameisterschaften teil und gewannen die Bronzemedaille. 2008 ruderten Mihal und Schtscharbatschenja in allen drei Weltcup-Regatten im Doppelzweier mit einem neunten Platz als bestem Ergebnis. Beim Saisonhöhepunkt, den Olympischen Spielen 2008 gewannen sie das B-Finale und kamen damit auf den siebten Platz der Gesamtwertung. Bei den Europameisterschaften belegten sie den neunten Platz. 2009 trat Dsjanis Mihal bei den drei Weltcup-Regatten in drei verschiedenen Bootsklassen an, bei den Weltmeisterschaften 2009 belegte er mit Schtscharbatschenja den 14. Platz im Doppelzweier. Zum Saisonabschluss gewannen Rodewitsch, Kirill Lemeschkewitsch, Schtscharbatschenja und Mihal Silber im Doppelvierer bei den Europameisterschaften.
Nach einer wenig erfolgreichen Saison 2010 wechselte Mihal vom Skullrudern zum Riemenrudern. Nach einem neunten Platz im Vierer ohne Steuermann bei den Weltmeisterschaften 2011 gewannen Wadsim Ljalin, Dsjanis Mihal, Stanislau Schtscharbatschenja und Alexander Kosubowski bei den Europameisterschaften die Silbermedaille hinter den Griechen. Im Olympiajahr 2012 erreichte der Vierer ohne Steuermann bei allen drei Weltcupregatten das A-Finale, bei den Olympischen Spielen in Eton gewannen die Belarussen das B-Finale und belegten somit den siebten Platz. Zum Saisonausklang erreichte der Vierer den fünften Platz bei den Europameisterschaften. Bei den Europameisterschaften 2013 ruderte Mihal mit dem Achter auf den fünften Platz, bei den Weltmeisterschaften kam er mit dem Vierer ohne Steuermann auf den siebten Platz. 2014 trat Mihal im Weltcup nur im Achter an und erreichte den elften Platz bei den Weltmeisterschaften. 2015 kehrte er in den Vierer ohne Steuermann zurück. Nach Bronze bei den Europameisterschaften bedeutete der achte Platz bei den Weltmeisterschaften die direkte Olympiaqualifikation für 2016. Ins Olympiajahr starteten Wadsim Ljalin, Dsjanis Mihal, Mikalaj Scharlap und Ihar Paschewitsch mit dem zweiten Platz hinter dem britischen Vierer bei den Europameisterschaften. Bei den Olympischen Spielen 2016 belegte der belarussische Vierer den neunten Platz.